# Абгарян, Нарек Гагикович
Нарек Гагикович Абгарян (арм. Նարեկ Աբգարյան; род. 6 января 1992, Вагаршапат) — армянский боксёр, представитель легчайшей и наилегчайшей весовых категорий. Выступал за национальную сборную Армении по боксу в 2008—2017 годах, победитель и призёр многих турниров международного значения, участник летних Олимпийских игр в Рио-де-Жанейро. С 2016 года боксирует на профессиональном уровне.

## Биография
Нарек Абгарян родился 6 января 1992 года в городе Вагаршапат, Армения.

### Любительская карьера
Впервые заявил о себе в боксе в 2008 году, выиграв бронзовую медаль на кадетском чемпионате Европы в Пловдиве.
В 2010 году выступил на юниорском чемпионате мира в Баку, но попасть здесь в число призёров не смог.
Начиная с 2011 года боксировал на взрослом уровне в основном составе армянской национальной сборной, в частности в этом сезоне дошёл до четвертьфинала на Мемориале Странджи в Пазарджике, побывал на чемпионате Европы в Анкаре, где в 1/8 финала наилегчайшей весовой категории был побеждён болгарином Стефаном Ивановым.
В 2012 году стал бронзовым призёром международного турнира Gee-Bee в Хельсинки и молодёжного европейского первенства в Калининграде — здесь в полуфинале уступил россиянину Василию Веткину.
В 2013 году участвовал в чемпионате Европы в Минске и в чемпионате мира в Алма-Ате, завоевал серебряную медаль на Кубке губернатора в Санкт-Петербурге — в решающем финальном поединке проиграл узбеку Муроджону Ахмадалиеву.
В 2014 году выиграл Трофей Подгорицы в Черногории, стал серебряным призёром на Мемориале Левинцева в Минске, победил на Мемориале Умаханова в Каспийске.
В 2015 году одержал победу на чемпионате Армении в наилегчайшем весе, вновь получил серебро на Мемориале Левинцева в Минске, дошёл до четвертьфинала на Европейских играх в Баку.
На Европейском олимпийском квалификационном турнире в Самсуне сумел дойти до финала и тем самым удостоился права защищать честь страны на летних Олимпийских играх 2016 года в Рио-де-Жанейро. На Играх в категории до 52 кг благополучно прошёл первого соперника по турнирной сетке, тогда как во втором бою в 1/8 финала единогласным решением судей потерпел поражение от китайца Ху Цзяньгуаня, который в итоге стал бронзовым призёром этого олимпийского турнира.
После Олимпиады в Рио Абгарян ещё в течение некоторого времени оставался в составе боксёрской команды Армении и продолжал принимать участие в крупнейших международных турнирах. Так, в 2017 году он отметился выступлением на европейском первенстве в Харькове, где в 1/8 финала наилегчайшего веса уступил испанцу Габриэлю Эскобару.

### Профессиональная карьера
Ещё будучи членом армянской сборной, в октябре 2016 года Нарек Абгарян успешно дебютировал на профессиональном уровне. Выступал преимущественно на территории России, Испании, США. В течение трёх лет одержал 13 побед подряд, в том числе завоевал вакантный титул серебряного интернационального чемпиона в легчайшем весе по версии Всемирного боксёрского совета (WBC).